# Distoechurus pennatus
El falangero de cola plumosa (Distoechurus pennatus) es una especie de marsupial diprotodonto de la familia Acrobatidae. Es propio de la isla de Nueva Guinea. No se reconocen subespecies.